# جاي بهاجوان
جاي بهاجوان (مواليد 11 مايو 1985) هو ملاكم هندي، مثّل بلاده في الألعاب الأولمبية الصيفية 2012.

## روابط خارجية
جاي بهاجوان على موقع بوكس ريك (الإنجليزية) (registration required)
- جاي بهاجوان على موقع اللجنة الأولمبية الدولية (الإنجليزية)
- جاي بهاجوان على موقع أوليمبيديا (الإنجليزية)
- جاي بهاجوان على موقع اتحاد ألعاب الكومنولث (مؤرشف) (الإنجليزية)